# Xerospermum macrophyllum
Xerospermum macrophyllum är en kinesträdsväxtart som beskrevs av Jean Baptiste Louis Pierre. Xerospermum macrophyllum ingår i släktet Xerospermum och familjen kinesträdsväxter. Inga underarter finns listade i Catalogue of Life.